# Four Thirds
|  | No s'ha de confondre amb el sistema Micro Quatre Terços o la relació d'aspecte 4:3. |

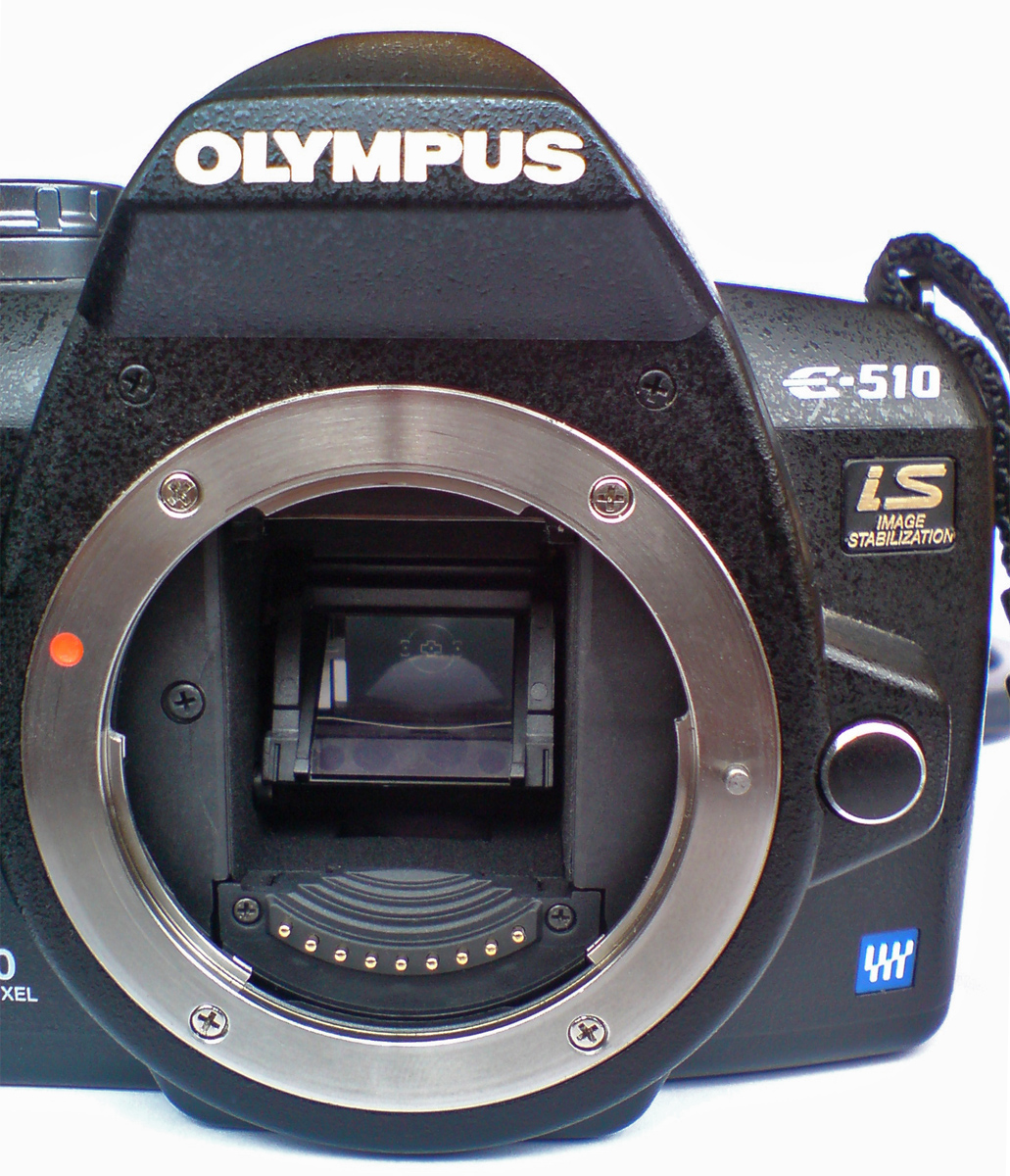
Muntura del cos

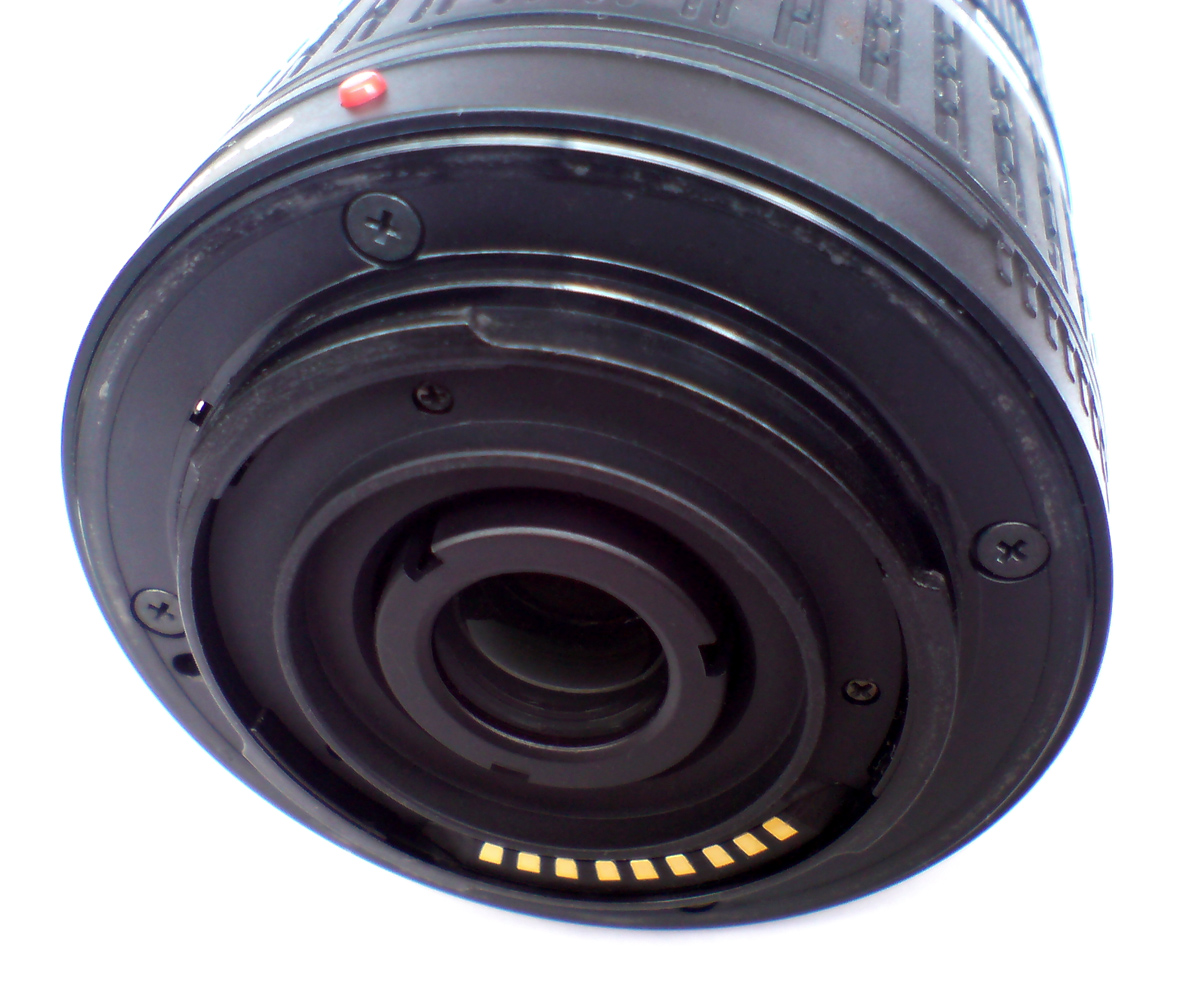
Muntura de l'objectiu, amb els punts de contacte

El sistema Quatre terços («four thirds», en anglés), també ressenyat com 4/3 o FT, és un estàndard fotogràfic digital produït per les empreses japoneses Olympus, Kodak, Fuji i Panasonic per a càmera rèflex digital.

## Cronologia
La primavera de l'any 1999, Olympus encarregà al tècnic Katsuhiro Takada un estudi per a determinar un estàndard ideal per a fotografia digital, que llavors començava a ser popular: Takada treballava des del 1993 en el disseny d'objectius alhora que començava a considerar les possibilitats dels sensors digitals aplicats al camp de la fotografia.

### Kodak i Olympus
Al febrer del 2001, Kodak i Olympus anunciaren una futura col·laboració en fotografia digital. Tres mesos després avançaren alguns detalls de llur primera dSLR, que seria presentada en el Photo Marketing Association de Las Vegas l'any següent: entre les prestacions, s'incloïa ja el primer sensor CCD de 5,1 megapíxels model KAF-C5100E —que, en juny de 2002 seria actualitzat al KAF-5101CE– amb una mida de quatre terços de polzada, però també d'altres finalment no implementades, com connexió per Bluetooth.

### Four Thirds System
Finalment, poc abans del Photokina de Colònia del 2002, ambdues companyies van emetre una nota de premsa conjunta on es desvelava el nom de Four Thirds System per a un estàndard comú en càmeres digitals: a diferència de les rèflex digitals basades en els formats analògics de pel·lícula (Advanced Photo System i 35 mm.), l'Universal Digital Interchangeable Lens System Forum oferia un model totalment nou dissenyat específicament per a la fotografia digital, al qual ja s'havia adherit també Fujifilm. El prototip de la primera màquina 4/3 amb objectiu intercanviable es va presentar en Photokina i, al març del 2003, l'amostraren en la fira de la Photo Marketing Association junt amb quatre objectius.
| «              | El cap em diu que el 4/3 és una idea genial, i la meua bola de cristall després de més de trenta anys d'experiència veent les modes vindre i anar-se'n diu que serà superat i oblidat. No m'estranyaria que este format desapareguera en 2007. És un format minoritari, com l'Advanced Photo System o l'Elcassette. Trobe que Nikon o Canon o Pentax o Minolta no s'afegiran mai al format 4/3. Olympus pot fer-ho ja que deixà el mercat de les rèflex de 35 mm. fa uns anys. El temps ho dirà. | » |
| — Ken Rockwell | |   |

Sis anys i mig després de la comercialització de l'última càmera, la E-5, el catàleg de Micro Four Thirds de gener de 2017 incloïa els objectius de gama alta del sistema FT, alhora que Olympus anunciava que havia deixat de fabricar-ne.

## Càmeres Four Thirds
El sistema Four Thirds s'inaugurà oficialment amb la càmera professional Olympus E-1, encara que Olympus ja havia produït anteriorment dos màquines bridge amb el nom d'E-10 i E-20 que tenen poc a vore amb l'estàndard FT. La sèrie E d'Olympus rep l'afegit d'Evolt a Nord-amèrica.
- Olympus E-1
- Olympus E-300
- Olympus E-500
- Olympus E-330
- Lumix DMC-L1
- Leica Digilux 3
- Olympus E-400
- Olympus E-410
- Olympus E-510
- Lumix DMC-L10
- Olympus E-3
- Olympus E-420
- Olympus E-520
- Olympus E-30
- Olympus E-620
- Olympus E-450
- Olympus E-5

Alguns térmens tècnics a tindre en compte:
1. Any de comercialització del producte en qüestió, entre el 2003 i el 2010
2. Càmera, segons la nomenclatura de cada marca: E per a les Olympus, DMC-L les Lumix i Digilux la Leica.
3. Espill, en quasi tots els casos de pentaprisma, llevat de tres prisma de Porro
4. Ràfega contínua en frames per segon, màxim de preses en format comprimit (JPEG) i en RAW
5. Sensibilitats ISO, en un rang entre 100 i 3200, variable o ampliable segons models.
6. Sensor, en un principi CCD fins l'aparició dels NMOS amb opció de previsualització.
7. Targeta o dispositiu d'emmagatzematge, CompactFlash en les Olympus i Secure Digital en la resta.
8. LCD TFT posterior per a la visualització i, més avant, la composició de l'escena, en polzades.
9. Virtuts pròpies de cada model respecte dels altres.

- CCD: sensorcharge-coupled devicemodel de sensor
- CF: targeta CompactFlash
- fps: frames per segon, és a dir, nombre d'imatges preses en ràfega fins a un màxim determinat
- LCD: Liquid Crystal Display (pantalla de cristall líquid), usat en molts aparells electrònics
- Live MOS: model de sensor NMOS capaç d'oferir previsualització en viu
- Live View: previsualització de l'escena en pantalla, a l'estil d'una càmera compacta
- NMOS
- Pentaprisma: espill de cinc cares
- Porro: prisma de Porro
- RAW: format d'arxiu bast
- SWD: Supersonic Wave Drive estabilitzador en el cos de la càmera
- SWF: Supersonic Wave Filter per a espolsar el sensor
- TFT: Thin Film Transistor, transmissor de pel·lícula fina en les pantalles de cristall líquid
- xD: targeta xD

| #    | model     | espill | ràfega           | sensibilitat  | sensor    | targeta      | LCD  | virtuts                                        |
| ---- | --------- | ------ | ---------------- | ------------- | --------- | ------------ | ---- | ---------------------------------------------- |
| 2003 | E-1       | penta  | 3 fps ↑12        | 6 (100-3200)  | 5,1 CCD   | CF, MD, xD   | 1,8" | impermeabilitzat, SWF                          |
| 2004 | E-300     | Porro  | 2,5 fps ↑4       | 5 (100-1600)  | 8 mp. CCD | CF, MD, xD   | 1,8" | oscil·lòmetre                                  |
| 2005 | E-500     | penta  | 2,5 fps, 4 RAW   | 5 (100-1600)  | 8 mp. CCD | CF, MD, xD   | 2,5" | 49 mesuraments                                 |
| 2006 | E-330     | Porro  | 3 fps ↑15, 4 RAW | 13 (100-1600) | 7,5 nMOS  | CF, MD, xD   | 2,5" | LiveView, pantalla abatible                    |
| 2006 | Lumix L1  | Porro  | 2/3 fps, 6 RAW   | 5 (100-1600)  | 7,5 nMOS  | SDHC         | 2,5" | flaix biposicional, LiveView (256 mesuraments) |
| 2006 | Digilux 3 | Porro  | 3 fps, 2 RAW     | 5 (100-1600)  | 7,5 nMOS  | SDHC         | 2,5" | flaix biposicional, LiveView (256 mesuraments) |
| 2006 | E-400     | penta  | 3 fps ↑20, 4 RAW | 13 (100-1600) | 10 CCD    | CF, MD, xD   | 2,5" | no comercialitzada a Nord-amèrica              |
| 2007 | E-410     | penta  | 3 fps, 7 RAW     | 5 (100-1600)  | 10 nMOS   | CF, MD, xD   | 2,5" | LiveView, SWF                                  |
| 2007 | E-510     | penta  | 3 fps, 6 RAW     | 5 (100-1600)  | 10 nMOS   | CF, MD, xD   | 2,5" | LiveView, SWD, SWF                             |
| 2007 | Lumix L10 | penta  | 2/3 fps, 3 RAW   | 5 (100-1600)  | 10,1 nMOS | SD, SDHC     | 2,5" | pantalla articulada, previsualització          |
| 2007 | E-3       | penta  | 5 fps, 19 RAW    | 16 (100-3200) | 10,1 nMOS | CF, MD, xD   | 2,5" | previsualització, SWD, SWF                     |
| 2008 | E-420     | penta  | 3,5fps, 6 RAW    | 5 (100-1600)  | 10 nMOS   | CF, MD, xD   | 2,7" | LiveView, SWF                                  |
| 2008 | E-520     | penta  | 3,5fps, 8 RAW    | 5 (100-1600)  | 10 nMos   | CF, MD, xD   | 2,7" | LiveView, SWD, SWF                             |
| 2008 | E-30      | penta  | 5fps, 12 RAW     | 16 (100-3200) | 12.3 nMOS | CF, MD, xD   | 2,7" | pantalla abatible, LiveView, SWD, SWF          |
| 2009 | E-620     | penta  | 4fps, 5 RAW      | 16 (100-3200) | 12,3 nMOS | CF, MD, xD   | 2,7" | abatible, LiveView, SWD, SWF                   |
| 2009 | E-450     | penta  | 3,5fps, 8 RAW    | 5 (100-1600)  | 10 nMOS   | CF, MD, xD   | 2,7" | versió millorada de la E-420                   |
| 2009 | E-600     | penta  | 4fps, 8 RAW      | 15 (100-3200) | 12,3 nMOS | CF, MD, xD   | 2,7" | abatible, LiveView, SWD, SWF                   |
| 2010 | E-5       | penta  | 5 fps, 19 RAW    | 16 (100-3200) | 12,3 nMOS | CF, MD, SDHC | 3"   | grava vídeo a 720, LiveView, SWD, SWF          |

Llevat de la Leica Digilux 3 i les Panasonic Lumix DMC-L1 i L10, totes les màquines Four Thirds són Olympus. Com passa amb altres models de rèflex, el nombre de xifres de cada model dona una indicació de l'usuari ideal: una xifra per a les professionals (E-1, E-3 i E-5), dos les semiprofessionals (E-30) i tres per a les de fotoaficionats. Alguns models són actualitzacions puntuals dels anteriors en la sèrie o tenen una construcció similar, com en el cas de la E-300, la E-330, la Digilux 3 i la Lumix L1, les més diferents quant a disseny habitual de les rèflex; a més, en el cas de la Digilux 3 i la Lumix L1 es tracta de la mateixa màquina amb diferent aparença, fruit de l'acord entre Leica i Panasonic pel qual cada u comercialitza la mateixa càmera amb el seu disseny particular, com feren també amb la Lumix DMC-LC1.

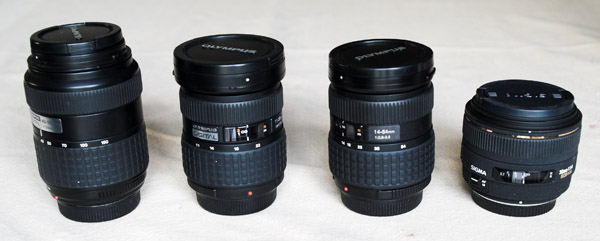
Zuiko 40-150, 11-22 i 14-54 i Sigma 30

## Objectius
A continuació hi ha tots els objectius fabricats específicament per al sistema (Panasonic Leica i Olympus Zuiko) o redissenyats amb la muntura Four Thirds (Holga, Lensbaby, Samyang, Sigma Corporation, etc.), compatibles amb totes les càmeres anteriors. N'hi han alguns, com el Zuiko de 40 a 150 mm. o el Leica D 14 a 50 que compten amb dos versions: la més moderna, compacta i actualitzada; l'anterior, més lluminosa. A més, tots estos objectius són compatibles amb càmeres Micro Four Thirds per mitjà d'un adaptador, encara que alguns poden presentar problemes de muntatge per les dimensions de l'objectiu o les protrusions de la càmera, a banda que el pes és ostensiblement major que el d'objectius més menuts, com els de Leica M.
Cal tindre en compte alguns térmens abreujats:
- AF: l'objectiu té autofocus electrònic, a banda d'enfocament manual
- APO: apocromàtic
- AS: l'objectiu conté alguna lent asfèrica,
- ED: Electronic Dispersion per a corregir l'aberració cromàtica
- HSM: Hyper Sonic Motor
- IF: Internal Focus, mecanisme intern d'enfocament (l'objectiu no canvia de longitud externa)
- Mega OIS: Optical Image Stabilization estabilitzador d'imatge
- SLD: Special Low Dispersion
- SWD: Supersonic Wave Drive
- XS: Extra Silent

| marca i model                                | núm. ƒ  | distància   | tipus       | Ø                  | virtuts                                           |
| -------------------------------------------- | ------- | ----------- | ----------- | ------------------ | ------------------------------------------------- |
| Leica D Vario-Elmarit                        | 2,8→3,5 | 14-50 mm.   | zoom        | 72 mm.             | anell d'apertura, AS, focus manual, Mega O.I.S.   |
| Leica D Vario-Elmar                          | 3,8→5,6 | 14-50 mm.   | zoom        | 67 mm.             | AS, ED, focus manual, Mega O.I.S.                 |
| Leica D Vario-Elmar                          | 3,5→5,6 | 14-150 mm.  | tele        | 72 mm.             | anell d'apertura, AS, ED, manual, Mega O.I.S., XS |
| Leica D Summilux                             | 1,4     | 25 mm.      | fix         | 62 mm.             | anell d'apertura, manual, Mega O.I.S.             |
| Lensbaby Composer Pro                        | 2,5     | -           | mòbil       | no en té           | AF                                                |
| Lensbaby Composer Special Effects            | -       | 64 mm.      | ull de peix | no en té           | AF                                                |
| Lensbaby Control Freak Special Effects       | 2       | 64 mm.      | mòbil       | no en té           | AF                                                |
| Lensbaby Muse Special Effects                | 2       | 64 mm.      | mòbil       | no en té           | AF                                                |
| Lensbaby Scout Mount Fisheye Special Effects | 4       | 58 mm.      | mòbil       | 66 mm.             | AF                                                |
| Olympus Zuiko Digital                        | 3,5→5,6 | 14-42 mm.   | zoom        | 58 mm.             | AF, AS, ED                                        |
| Olympus Zuiko Digital                        | 3,5→5,6 | 17,5-45 mm. | zoom        | 72 mm.             | AF                                                |
| Olympus Zuiko Digital                        | 3,5→6,3 | 18-180 mm.  | zoom        | 62 mm.             | AF, ED                                            |
| Olympus Zuiko Digital                        | 3,5→4,5 | 40-150 mm.  | zoom        | 58 mm.             | AF, EZ                                            |
| Olympus Zuiko Digital                        | 4→5,6   | 40-150 mm.  | zoom        | 58 mm.             | AF, ED                                            |
| Olympus Zuiko Digital                        | 4→5,6   | 70-300 mm.  | zoom        | 58 mm.             | AF, ED                                            |
| Olympus Zuiko Digital                        | 2,8     | 25 mm.      | fix         | 72 mm.             | AF, paella                                        |
| Olympus Zuiko Digital                        | 3,5     | 35 mm.      | macro       | 52 mm.             | AF                                                |
| Olympus Zuiko Digital                        | 2,8→3,5 | 11-22 mm.   | angular     | 72 mm.             | AF                                                |
| Olympus Zuiko Digital                        | 2,8→4   | 12-60 mm.   | zoom        | 72 mm.             | AF, SWD                                           |
| Olympus Zuiko Digital                        | 2,8→3,5 | 14-54 mm.   | zoom        | 67 mm.             | AF                                                |
| Olympus Zuiko Digital                        | 2,8→3,5 | 50-200 mm.  | tele        | 67 mm.             | AF, ED, impermeabilitzat, SWD                     |
| Olympus Zuiko Digital                        | 3,5     | 8 mm.       | ull de peix | 72 mm.             | AF, ED                                            |
| Olympus Zuiko Digital                        | 2,0     | 50 mm.      | macro       | 72 mm.             | AF, ED                                            |
| Olympus Zuiko Digital                        | 4,0     | 7-14 mm.    | angular     | no en té           | AF, ED                                            |
| Olympus Zuiko Digital                        | 4→5,6   | 9-18 mm.    | angular     | 72 mm.             | AF, ED                                            |
| Olympus Zuiko Digital                        | 2,0     | 14-35 mm.   | zoom        | 77 mm.             | AF, ED, SWD                                       |
| Olympus Zuiko Digital                        | 2,0     | 35-100 mm.  | tele        | 77 mm.             | AF, ED                                            |
| Olympus Zuiko Digital                        | 2,8     | 90-250 mm.  | tele        | 105 mm.            | AF, ED                                            |
| Olympus Zuiko Digital                        | 2,0     | 150 mm.     | fix         | 72 mm.             | AF, ED                                            |
| Olympus Zuiko Digital                        | 2,8     | 300 mm.     | fix         | 72 mm.             | AF, ED                                            |
| Samyang ED AS IF UMC                         | 2,8     | 14 mm.      | fix         | 72 mm.             | manual                                            |
| Samyang ED AS UMC                            | 1,4     | 24 mm.      | fix         | 72 mm.             | manual                                            |
| Samyang ED AS UMC                            | 1,4     | 35 mm.      | fix         | 72 mm.             | manual                                            |
| Samyang                                      | 1,4     | 85 mm.      | fix         | 72 mm.             | manual                                            |
| Samyang AS IF MC CS                          | 3,5     | 8 mm.       | ull de peix | 72 mm.             | manual                                            |
| Sigma                                        | 4→5,6   | 10-20 mm.   | angular     | 77 mm.             | ?                                                 |
| Sigma                                        | 1,4     | 30 mm.      | fix         | 72 mm.             | ?                                                 |
| Sigma                                        | 1,4     | 50 mm.      | fix         | 72 mm.             | ?                                                 |
| Sigma                                        | 2,8     | 50 mm.      | macro       | 72 mm.             | ?                                                 |
| Sigma                                        | 3,5→5,6 | 14-125 mm.  | tele        | ?                  | AF, DC                                            |
| Sigma APO EX DG HSM                          | 4,0→6,3 | 50-500 mm.  | tele        | 86 mm.             | SLD                                               |
| Sigma DC                                     | 4,0→6,3 | 55-200 mm.  | tele        | 55 mm.             | [ 53 ]                                            |
| Sigma APO II EX DG MACRO HSM                 | 2,8     | 70-200 mm.  | tele        | 77 mm.             | ELD, SLD                                          |
| Sigma APO DG                                 | 4,5→5,6 | 135-400 mm. | tele        | 77 mm.             | SLD                                               |
| Sigma APO EX DG HSM                          | 5,6     | 300-800 mm. | tele        | 46 mm. (posterior) | ELD                                               |

- Ull de peix Samyang de 8 mm. i ƒ3,5
- Sigma 24mm. 1,8
- E-330 i Sigma natiu
- E-410 amb Pentax K
- Objectiu FT en càmera MFT

A banda dels objectius propis, les càmeres Four Thirds també poden usar objectius d'altres muntures amb un anell adaptador a Four Thirds, com per exemple els de Canon EF, Contarex, Contax/Yashica, Exakta, Hasselblad, Leica R, Minolta SR, Nikon F, Olympus OM, Pentacon 6, Pentax K o qualsevol amb muntura M39, M42 o T2; en canvi, els objectius Micro Four Thirds, amb menys distància focal, no són compatibles amb les càmeres Four Thirds, com tampoc els de Canon FD, Cine, Konica AR, Leica M o Praktica B, que sí que poden ser adaptats a MFT. El fet que alguns d'eixos altres objectius siguen de l'època analògica fa que no disposen de característiques més modernes com autofocus o lents asfèriques; a més, la diferència de grandària pot produir vinyetatge en la imatge resultant.
- E-1, ISO 100, ƒ5,6
- E-300, ISO 100, ƒ7,1
- E-330, ISO 100, ƒ11
- L1, ISO 400, ƒ10
- Digilux, ISO 800, ƒ3,5
- E-400, ISO 100, ƒ7,1
- E-410, ISO 400, ƒ4,1
- E-420, ISO 200, ƒ7,1
- E-450, ISO 100, ƒ9
- E-500, ISO 100, ƒ4,7
- E-510, ISO 100, ƒ14
- L10, ISO 800, ƒ4
- E-3, ISO 320, ƒ10
- E-520, ISO 800, ƒ5,6
- E-30, ISO 100, ƒ6,3
- E-620, ISO 250, ƒ3,5
- E-5, ISO 200, ƒ5,6